# Росомаха (річка)
Росомаха (біл. Расамаха) — річка в Краснопільському районі Могильовської області, ліва притока річки Сенна (басейн Дніпра).
Довжина річки 10 км. Середній нахил водної поверхні 2,4 м/км. Площа водозбору 36 км². Починається за 1 км у напрямку на північний захід від колишнього села Мануйли. Водозбір у межах Оршансько-Могильовської рівнини.